# Wang Lijing
Wang Lijing (10 de abril de 1989), es un judoca china con problemas de visión. Compitió en la división de -52 o -57 kg en los Juegos Paralímpicos de Pekín 2008, Juegos Paralímpicos de Londres 2012 y Juegos Paralímpicos de Río de Janeiro 2016 ganando una medalla de oro en 2008 y una de plata en 2012. Quedó tercera en el Torneo de Fukuoka de 2003 como atleta no discapacitada.

## Biografía
Wang nació en 1989 y cuando era una niña de seis años uno de sus ojos fue dañado accidentalmente por un cuchillo. Habiendo perdido la vista en un ojo, se le dañó la vista en el otro debido a la atención médica equivocada. Nació en el municipio de Tianjin y asistió a una escuela allí para niños con problemas de visión. Descubrió que le gustaba el golbol, donde tenía que usar el oído y el tacto en lugar de la vista.
Comenzó a aprender a ser una judoca en 2002 y al año siguiente se colocó en segundo lugar en la clase nacional de judo femenino de -57 kilos para-atletas. Continuó entrenando y participando en competiciones y en 2008 obtuvo la medalla de oro en la clase de -57 kg en los Juegos Paralímpicos de Pekín 2008. Venció a Ramona Brussig de Alemania para ganar en esa clase. Después de esto decidió concentrarse en la clase de -52 kg, aunque esto significaba que tiene que tener una dieta estricta.
Wang obtuvo la plata en los Juegos Paralímpicos de Londres 2012. Fue derrotada en la medalla de oro de la clase de -52 kg por Ramona Brussig.

## Campeonatos mundiales de la IBSA
- Medalla de bronce en Colorado 2015, -57 kg

## Juegos Para-Asiáticos
- Medalla de oro en Guangzhou 2010, -57 kg
- Medalla de oro en Incheon 2014,-57 kg